# Nelson Rivas
Nelson Enrique Rivas López (Pradera, 25 marzo 1983) è un ex calciatore colombiano, di ruolo difensore.

## Caratteristiche tecniche
Difensore utilizzato in prevalenza come centrale, abbinava la velocità ad una prestanza fisica talvolta sfociata nella troppa fallosità: evidenziò le principali lacune in fatto di marcature e contrasto dell'avversario.
Era soprannominato "Tyson" per la somiglianza con l'ex pugile americano.

## Carriera
Dopo l'esperienza in patria — durante cui giunse a sfiorare le 100 presenze in campionato con la maglia del Deportivo Cali — e una breve parentesi nell'argentino River Plate, nell'estate 2007 fu acquistato dall'Inter superando la concorrenza del Bologna: esordì in Champions League contro il Fenerbahce risultando uno dei migliori in campo, mentre il debutto nel campionato italiano avveniva il 3 febbraio 2008 subentrando all'infortunato Stanković nella partita con l'Empoli.
Schierato da titolare in occasione della trasferta a Parma che consegnò ai meneghini lo Scudetto, il 24 agosto 2008 rilevò Burdisso nei supplementari del match con la Roma valido per l'assegnazione della Supercoppa italiana: infortunatosi al ginocchio nell'ottobre seguente, raccolse appena una manciata di presenze dopo l'intervento chirurgico.

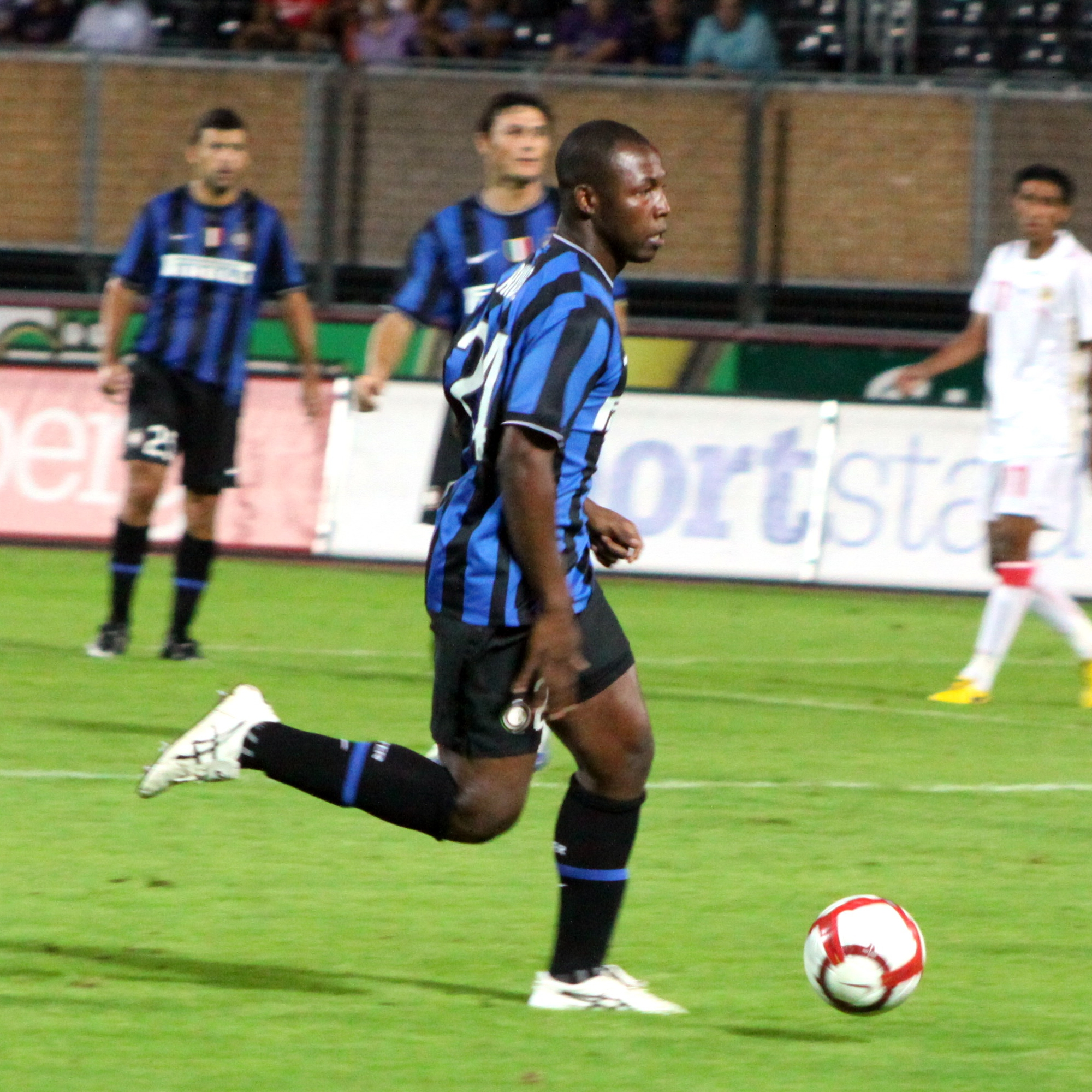
Rivas in azione con l'Inter

Aggiudicatosi pur da comprimario un nuovo tricolore, per il campionato 2009-10 venne tesserato in prestito dal Livorno: subìta una commozione cerebrale durante l'incontro con il Palermo, realizzò gli unici gol in Italia contro Sampdoria e Fiorentina rimediando anche l'espulsione nel derby toscano.
Un fugace rientro all'Inter — che pure gli valse la vittoria del Mondiale per club — precedette la cessione al Dnipro nel gennaio 2011: trasferitosi al canadese Montréal Impact nell'autunno seguente, vi militò sino al 2014 per poi chiudere la carriera nella nativa Colombia.

## Statistiche

### Presenze e reti nei club
Statistiche aggiornate al 31 dicembre 2015.
| Stagione               | Squadra                | Campionato             | Campionato | Campionato | Coppe nazionali | Coppe nazionali | Coppe nazionali | Coppe continentali | Coppe continentali | Coppe continentali | Altre coppe | Altre coppe | Altre coppe | Totale | Totale |
| Stagione               | Squadra                | Comp                   | Pres       | Reti       | Comp            | Pres            | Reti            | Comp               | Pres               | Reti               | Comp        | Pres        | Reti        | Pres   | Reti   |
| ---------------------- | ---------------------- | ---------------------- | ---------- | ---------- | --------------- | --------------- | --------------- | ------------------ | ------------------ | ------------------ | ----------- | ----------- | ----------- | ------ | ------ |
| 2002-gen.2003          | Deportivo Pasto        | A                      | 2          | 0          | -               | -               | -               | -                  | -                  | -                  | -           | -           | -           | 2      | 0      |
| gen.-giu. 2003         | Deportivo Cali         | A                      | 3          | 0          | -               | -               | -               | -                  | -                  | -                  | -           | -           | -           | 3      | 0      |
| giu.-dic. 2003         | Deportes Tolima        | A                      | 16         | 0          | -               | -               | -               | -                  | -                  | -                  | -           | -           | -           | 16     | 0      |
| 2004                   | Deportivo Cali         | A                      | 25         | 1          | -               | -               | -               | -                  | -                  | -                  | -           | -           | -           | 25     | 1      |
| 2005                   | Deportivo Cali         | A                      | 36         | 0          | -               | -               | -               | -                  | -                  | -                  | -           | -           | -           | 36     | 0      |
| 2006                   | Deportivo Cali         | A                      | 32         | 0          | -               | -               | -               | -                  | -                  | -                  | -           | -           | -           | 32     | 0      |
| Totale Deportivo Cali  | Totale Deportivo Cali  | Totale Deportivo Cali  | 93         | 1          |                 |                 |                 |                    |                    |                    |             |             |             | 93     | 1      |
| gen.-giu. 2007         | River Plate            | PD                     | 9          | 0          | -               | -               | -               | -                  | -                  | -                  | -           | -           | -           | 9      | 0      |
| 2007-2008              | Inter                  | A                      | 11         | 0          | CI              | 5               | 0               | UCL                | 3                  | 0                  | -           | -           | -           | 19     | 0      |
| 2008-2009              | Inter                  | A                      | 5          | 0          | CI              | 1               | 0               | UCL                | 1                  | 0                  | SI          | 1           | 0           | 8      | 0      |
| 2009-2010              | Livorno                | A                      | 16         | 2          | -               | -               | -               | -                  | -                  | -                  | -           | -           | -           | 16     | 2      |
| 2010-gen. 2011         | Inter                  | A                      | 0          | 0          | CI              | 1               | 0               | -                  | -                  | -                  | SI+SU+Cmc   | 0           | 0           | 1      | 0      |
| Totale Inter           | Totale Inter           | Totale Inter           | 16         | 0          |                 | 7               | 0               |                    | 4                  | 0                  |             | 1           | 0           | 28     | 0      |
| gen.-giu. 2011         | Dnipro                 | PL                     | 1          | 0          | CU              | 0               | 0               | -                  | -                  | -                  | -           | -           | -           | 1      | 0      |
| 2012                   | Montréal Impact        | MLS                    | 11         | 0          | -               | -               | -               | -                  | -                  | -                  | -           | -           | -           | 11     | 0      |
| 2013                   | Montréal Impact        | MLS                    | 1          | 0          | -               | -               | -               | -                  | -                  | -                  | -           | -           | -           | 1      | 0      |
| 2014                   | Montréal Impact        | MLS                    | -          | -          | CC              | 1               | 0               | -                  | -                  | -                  | -           | -           | -           | 1      | 0      |
| Totale Montréal Impact | Totale Montréal Impact | Totale Montréal Impact | 12         | 0          |                 | 1               | 0               |                    | 0                  | 0                  |             | 0           | 0           | 13     | 0      |
| 2015                   | Depor                  | B                      | 6          | 1          | -               | -               | -               | -                  | -                  | -                  | -           | -           | -           | 6      | 1      |
| Totale carriera        | Totale carriera        | Totale carriera        | 169        | 3          |                 | 8               | 0               |                    | 4                  | 0                  |             | 1           | 0           | 181    | 4      |

## Palmarès

### Club

#### Competizioni nazionali
- Coppa Mustang: 2

Deportivo Tolima: 2003
Deportivo Cali: 2005
- Campionato italiano: 2

Inter: 2007-2008, 2008-2009
- Supercoppa italiana: 1

Inter: 2008
- Canadian Championship: 1

Montréal Impact: 2014

#### Competizioni internazionali
- Coppa del mondo per club: 1

Inter: 2010